# Карл Ріхард Ганцер
Карл Ріхард Ґанцер (нім. Karl Richard Ganzer; 5 травня 1909, Ґунценгаузен, Німецька імперія — 11 жовтня 1943, біля Гомеля, БРСР) — німецький історик-антисеміт, доктор філософських наук. Почесний баннфюрер гітлер'югенду (1941). Кавалер Лицарського хреста Хреста Воєнних заслуг.

## Біографія
Син торговця. Вивчав історію в Мюнхенському університеті, в 1933 році захистив дипломну роботу на тему «Ріхард Вагнер і революція» і здобув науковий ступінь доктора філософії. Під час навчання вступив у Націонал-соціалістичний союз студентів, в 1929 році — у НСДАП і СА.
З 1935 року — член консультативної ради Імперського інституту історії Нової Німеччини, з кінця 1941 року виконував обов'язки директора інституту. Перебуваючи на цій посаді, написав популярну брошуру «Імперія як європейська регулююча сила», яка була видана 378 разів (всього близько 850 000 екземплярів).
В 1943 році Ґанцер був призваний на службу в вермахт. Загинув 11 жовтня 1943 року в Білорусі.

## Спадок
В 1946 році твори Ґанцера були заборонені в радянській зоні окупації Німеччини.
У Федеральному архіві Кобленца зберігається об'ємистий спадок Ґанцера, який включає в себе документи, пов'язані з його журналістською діяльністю та роботою в інституті.

## Сім'я
В 1935 році одружився з Лідією Ґоттшевскі. В шлюбі народились 4 дітей.

## Нагороди
- Почесний кут старих бійців
- Хрест Воєнних заслуг 2-го і 1-го класу
- Золотий почесний знак Гітлер'югенду
- Лицарський хрест Хреста Воєнних заслуг (15 вересня 1944; посмертно) — вручений вдові Ґанцера Густавом Адольфом Шеелем.